# نور الشریف
نور الشریف (عربی: نور الشريف؛ ۲۸ آوریل ۱۹۴۶ – ۱۱ اوت ۲۰۱۵) یک هنرپیشه اهل مصر بود. وی بین سال‌های ۱۹۶۵ تا ۲۰۱۳ میلادی فعالیت می‌کرد.
از فیلم‌ها یا برنامه‌های تلویزیونی که وی در آن نقش داشته است می‌توان به سرنوشت اشاره کرد.